# جشنواره بین‌المللی فیلم بمبئی

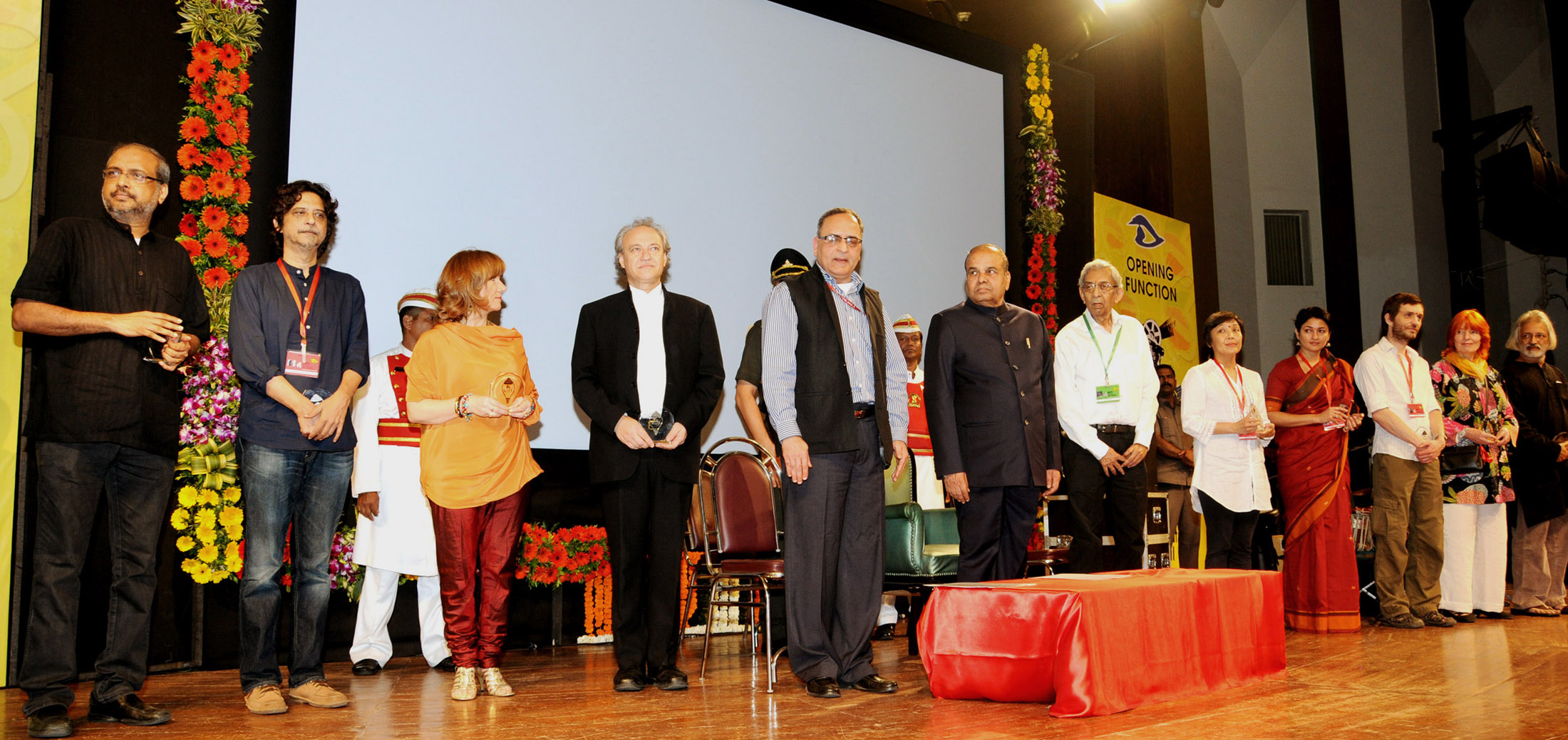
مراسم افتتاحیه سیزدهمین جشنواره بین‌المللی فیلم بمبئی

جشنواره بین‌المللی فیلم بمبئی (MIFF) یک جشنوارهٔ فیلم است که هرساله در بمبئی مرکز ایالت مهاراشترا در کشور هند برگزار می‌شود. این جشنواره دولتی، توسط بخش سینمای وزارت اطلاعات و رادیو تلویزیون با تمرکز بر فیلم‌های مستند، کوتاه و انیمیشن در سال ۱۹۹۰ بنیان گذاشته شد.
شیام بنگال کارگردان سرشناس سینمای هند، رئیس این جشنواره معتبر است. اصغر فرهادی کارگردان ایرانی ریاست هیئت داوران بخش «طلای هند» پانزدهمین دوره این جشنواره را که از ۱۷ تا ۲۴ اکتبر ۲۰۱۳ برگزار شد، بر عهده داشت.